# 长尾三峡槭
长尾三峡槭（学名：Acer wilsonii var. longicaudatum）为槭树科槭属下的一个变种。

## 扩展阅读
- 維基物種上的相關：长尾三峡槭